# Sóska-szigonyosbagoly
A sóska-szigonyosbagoly (Acronicta rumicis) a rovarok (Insecta) osztályának lepkék (Lepidoptera) rendjébe, ezen belül a bagolylepkefélék (Noctuidae) családjába tartozó faj.

## Elterjedése
Szinte egész Európában megtalálható, Észak-Afrikától egészen Koreán át Japánig elterjedt. Hazánkban leginkább nyílt területeken, parlagokon fordul elő, az egyik leggyakoribb bagolylepkefaj.

## Megjelenése
Szárnyfesztávolsága 34-40 milliméter. Alapszíne szürke, barna vagy fekete, rajzolata elmosódott, de az alsó szegély mentén mindig feltűnő világos folt van.A hernyók a mintegy 38 milliméter hosszúak, és vörös vagy szürke-barna alapszínűek, az egész testüket szürke-barna szőr borítja. A hátukon piros pontok, melyek  mindkét oldalon fehér foltokkal tarkítottak.
|  |

## Életmódja
Kétnemzedékes, a lepke első nemzedéke április végétől július elejéig, a második július végétől szeptemberig repül. Ritkán lehet harmadik nemzedéke is. A hernyó lágyszárú növényeken, főleg csarabon, csalánon táplálkozik. Tápnövényei lehetnek még: kecskefűz (Salix caprea), Rumex obtusifolius, szeder (Rubus fruticosus), ciprusfa kutyatej (Euphorbia cyparissias),  útifű (Plantago lanceolata), réti búzavirág (Centaurea jacea) vagy  gyermekláncfű (Taraxacum sect. Ruderalia).

## Fordítás
- Ez a szócikk részben vagy egészben  az   Ampfereule című német Wikipédia-szócikk fordításán alapul.  Az eredeti cikk szerkesztőit annak laptörténete sorolja fel. Ez a jelzés csupán a megfogalmazás eredetét és a szerzői jogokat jelzi, nem szolgál a cikkben szereplő információk forrásmegjelöléseként.